# Trivialitat quàntica
En una teoria quàntica de camps, el cribratge de càrrega pot restringir el valor de la càrrega observable "renormalitzada" d'una teoria clàssica. Si l'únic valor resultant de la càrrega renormalitzada és zero, es diu que la teoria és "trivial" o no interacciona. Així, sorprenentment, una teoria clàssica que sembla descriure partícules en interacció pot, quan es realitza com una teoria de camps quàntics, esdevenir una teoria "trivial" de partícules lliures que no interaccionen. Aquest fenomen es coneix com a trivialitat quàntica. Evidències sòlides recolzen la idea que una teoria de camps que implica només un bosó de Higgs escalar és trivial en quatre dimensions de l'espai-temps, però la situació dels models realistes que inclouen altres partícules a més del bosó de Higgs no es coneix en general. No obstant això, com que el bosó de Higgs té un paper central en el model estàndard de la física de partícules, la qüestió de la trivialitat en els models de Higgs és de gran importància.
Aquesta trivialitat de Higgs és semblant al problema del pol de Landau en electrodinàmica quàntica, on aquesta teoria quàntica pot ser inconsistent a escales de moment molt altes tret que la càrrega renormalitzada s'estableixi a zero, és a dir, tret que la teoria del camp no tingui interaccions. La qüestió del pol de Landau es considera generalment d'interès acadèmic menor per a l'electrodinàmica quàntica a causa de l'escala d'impuls inaccessiblement gran a la qual apareix la inconsistència. No obstant això, aquest no és el cas de les teories que impliquen el bosó de Higgs escalar elemental, ja que l'escala d'impuls a la qual una teoria "trivial" presenta inconsistències pot ser accessible per als esforços experimentals actuals com el Gran Col·lisionador d'Hadrons (LHC) al CERN. En aquestes teories de Higgs, les interaccions de la partícula de Higgs amb si mateixa es postulen per generar les masses dels bosons W i Z, així com masses de leptons com les de l'electró i el muó. Si els models realistes de la física de partícules com el model estàndard pateixen problemes de trivialitat, pot ser que s'hagi de modificar o abandonar la idea d'una partícula de Higgs escalar elemental.
Tanmateix, la situació es fa més complexa en les teories que impliquen altres partícules. De fet, l'addició d'altres partícules pot convertir una teoria trivial en una de no trivial, a costa d'introduir restriccions. Segons els detalls de la teoria, la massa de Higgs pot ser acotada o fins i tot calculable. Aquestes limitacions de la trivialitat quàntica estan en fort contrast amb la imatge que es deriva a nivell clàssic, on la massa de Higgs és un paràmetre lliure. La trivialitat quàntica també pot conduir a una massa de Higgs calculable en escenaris de seguretat asimptòtics.

## La trivialitat i el grup de renormalització
Les consideracions modernes de la trivialitat solen formular-se en termes del grup de renormalització de l'espai real, desenvolupat en gran part per Kenneth Wilson i altres. Les investigacions de la trivialitat es realitzen normalment en el context de la teoria del calibre de gelosia. Una comprensió més profunda del significat físic i la generalització del procés de renormalització, que va més enllà del grup de dilatació de les teories renormalitzables convencionals, va venir de la física de la matèria condensada. El document de Leo P. Kadanoff l'any 1966 va proposar el grup de renormalització "block-spin". La idea de bloqueig és una manera de definir els components de la teoria a grans distàncies com a agregats de components a distàncies més curtes.
Aquest enfocament va cobrir el punt conceptual i va rebre una substància computacional completa en les importants contribucions de Wilson. El poder de les idees de Wilson es va demostrar amb una solució constructiva iterativa de renormalització d'un problema de llarga data, el problema de Kondo, el 1974, així com els desenvolupaments seminals anteriors del seu nou mètode en la teoria de les transicions de fase de segon ordre i els fenòmens crítics el 1971. Va ser guardonat amb el premi Nobel per aquestes contribucions decisives el 1982.
En termes més tècnics, suposem que tenim una teoria descrita per una funció determinada {\displaystyle Z} de les variables d'estat {\displaystyle \{s_{i}\}} i un determinat conjunt de constants d'acoblament {\displaystyle \{J_{k}\}}. Aquesta funció pot ser una funció de partició, una acció, un hamiltonià, etc. Ha de contenir tota la descripció de la física del sistema.
Ara considerem una certa transformació de bloqueig de les variables d'estat {\displaystyle \{s_{i}\}\to \{{\tilde {s}}_{i}\}}, el nombre de {\displaystyle {\tilde {s}}_{i}} ha de ser inferior al nombre de {\displaystyle s_{i}}. Ara intentem reescriure el {\displaystyle Z} funció només en termes de {\displaystyle {\tilde {s}}_{i}}. Si això és possible mitjançant un canvi determinat en els paràmetres, {\displaystyle \{J_{k}\}\to \{{\tilde {J}}_{k}\}}, llavors es diu que la teoria és renormalitzable. La informació més important en el flux RG són els seus punts fixos. Els possibles estats macroscòpics del sistema, a gran escala, vénen donats per aquest conjunt de punts fixos. Si aquests punts fixos corresponen a una teoria de camp lliure, es diu que la teoria és trivial. Nombrosos punts fixos apareixen en l'estudi de les teories de Higgs en gelosia, però la naturalesa de les teories de camp quàntiques associades a aquestes segueix sent una qüestió oberta.

## Conclusions
Com a resultat, la qüestió de si el model estàndard de la física de partícules no és trivial segueix sent una qüestió seriosa sense resoldre. Existeixen proves teòriques de la trivialitat de la teoria del camp escalar pura, però la situació del model estàndard complet és desconeguda. S'han discutit les restriccions implícites en el model estàndard.